# ドナルド・リーガン
ドナルド・トマス・リーガン（英語: Donald Thomas Regan、1918年12月21日 - 2003年6月10日）は、アメリカ合衆国の政治家。ロナルド・レーガン政権で第66代財務長官、第11代大統領首席補佐官を務めた。
レーガン政権においてサプライサイド経済学を提言し、雇用創出のための減税を行うことで供給面からの経済刺激を図った。リーガンはレーガン政権の内部で大きな発言力を有していたことから「アメリカ合衆国の首相」とも呼ばれ、イラン・コントラ事件への関与では大きな非難を浴びた。

## 生涯

### 青年期
1918年12月21日にマサチューセッツ州ケンブリッジにおいて、アイルランド系のカトリック教徒の家系に誕生した。1940年にハーバード大学英語学科を卒業し、ハーバード法学大学院に進んだが、第二次世界大戦の勃発によりアメリカ海兵隊に入隊する。主に太平洋戦区で活動し、ガダルカナル島や沖縄などで計5回の軍事作戦に参加した。

### 実業家時代
終戦後の1946年にメリル・リンチ社に営業担当の幹部候補生として入社した。リーガンはそこで出世街道を歩み、1971年に会長兼最高経営責任者（CEO）に就任した。そしてリーガンは1980年までメリル・リンチ社の会長兼最高経営責任者を務めた。またリーガンは、1973年から1975年までニューヨーク証券取引所の副会長を務めた。
リーガンは株式公開の重要性を主張し、ウォール街の近代化の一端を担った。そしてメリル・リンチ社は1971年6月23日に株式公開を行い、ウォール街ではドナルドソン・ラフキン・ジャンレット社に続く2社目の上場企業となった。

### 財務長官時代
1981年にロナルド・レーガン大統領はリーガンを財務長官に指名し、サプライサイド経済学に基づく経済政策を推し進めた（レーガノミクスと呼ばれた）。リーガンは税制改革を実施し、企業の負担を軽減し雇用創出を促すために所得税率を引き下げた。リーガンは1985年に大統領首席補佐官へと役職を換え、ジェイムズ・ベイカー財務長官と共に経済政策の大規模な転換を図った。

### ナンシー・レーガンとの確執とイラン・コントラ事件
占星術によって大統領の日程を決めようとするファーストレディのナンシー・レーガンとの確執は深刻なものであった。権勢を振るうナンシーとの不仲はリーガンを難しい立場に置き、更にイラン・コントラ事件の発覚によって辞任に追い込まれた。

### 晩年
晩年のリーガンは妻のアン・ブキャナン・リーガンと共にバージニア州で静かに暮らした。そして毎日10時間にわたってアトリエにこもり、風景画を描き続けた（数千ドルの値打ちが付いたものもある）。リーガンは、4人の子供と9人の孫に恵まれた。
2003年6月10日にバージニア州ウィリアムズバーグの自宅で、癌により84歳で死去した。